# Inmaculada
Inmaculada ist ein weiblicher Vorname.

## Herkunft und Bedeutung
Der Name wird im Spanischen verwendet und bedeutet makellos/rein/unbefleckt. Der Name wird zum Gedenken an die Unbefleckte Empfängnis der Jungfrau Maria gegeben.
Die Verkleinerungsform ist Inma. Varianten in anderen Sprachen lauten Immaculada/Imma (katalanisch), Immaculata (irisch), Immacolata/Imma (italienisch) und Imaculada (portugiesisch).

## Bekannte Namensträgerinnen
- Inmaculada Cuesta Martínez (* 1980), spanische Schauspielerin
- Inmaculada Urzainqui Miqueleiz (* 1947), spanische Hispanistin
- Inmaculada Rodríguez-Piñero (* 1958), spanische Politikerin
- Inmaculada Galiot Martín (* ≈1980), spanische Jazzmusikerin und Filmkomponistin